# TommyInnit
Thomas Simons (auch TommyInnit, Tom Simons; * 4. April 2004 in Nottingham) ist ein britischer Influencer. Er produziert Videos zum Thema Minecraft, oft gemeinsam mit anderen YouTubern wie Dream oder GeorgeNotFound. Damit konnte er auf YouTube  14,4 Millionen Abonnenten erreichen. Neben seinem Hauptkanal TommyInnit betreibt er 10 weitere Kanäle, unter ihnen seinen VLOG-Kanal Tom Simons.

## Frühes Leben
Thomas Simons wurde am 9. April 2004 in Nottingham, England, geboren. Während seiner Schulzeit schummelte Simons bei einigen Probeprüfungen. Die COVID-19-Pandemie führte dazu, dass diese Noten als seine offiziellen GCSE-Noten gezählt wurden und einige seiner niedrigeren Noten wurden deutlich höher aufgerundet. 

## Karriere
Seinen ersten Kanal Channelnutpig startete er 2013, 2015 dann TommyInnit. Sein Durchbruch begann allerdings erst mit seinem Beitritt zum Dream SMP, einem von YouTuber Dream gegründeten Minecraft-Server, am 4. Juli 2020. Mit dem Stream des Finale des Dream SMP schaffte er mit über 650.000 Zuschauern den Livestream mit der dritthöchsten Zuschauerzahl aller Zeiten auf Twitch aufzustellen. Am 1. April 2021 erstellte er einen auf vlogs ausgerichteten Kanal. Er hat eine Freundin, die er am 6. Mai 2023 in einem Video zeigte. Er lebt in Brighton.